# Comandante-em-Chefe das Forças Terrestres Russas
O Comandante-em-Chefe das Forças Terrestres (em russo:  Главнокомандующий Сухопутными войсками России, transl. Glavnokomanduyushchiy Sukhoputnymi voyskami Rossii) é o mais alto oficial das Forças Terrestres da Federação Russa. O cargo foi criado em 1991, após o colapso da URSS e a transformação das Forças Terrestres da URSS em Forças Terrestres da Federação Russa. Nas Forças Armadas da URSS, o cargo de Comandante-em-Chefe das Forças Terrestres foi introduzido em 1946, 1955 e 1967.
O atual Comandante-em-Chefe das Forças Terrestres é o coronel-general Andrei Mordvitchov, nomeado por decreto do Presidente da Rússia.

## Lista de comandantes das forças terrestres da URSS e da Rússia
Esta é a lista dos comandantes-em-chefe das forças terrestres da URSS e da Rússia, nomeados por ordem do comando superior. Tarefas de interino temporário (inclusive automáticas) não são indicadas. Nos períodos 1950-1955, 1964-1967, 1997-2001, o cargo de Comandante-em-Chefe foi abolido.
Desde 1992, o cargo era denominado Comandante-em-Chefe das Forças Terrestres das Forças Armadas da Federação Russa, então a expressão "forças armadas da Federação Russa" foi removido do título deste posto. De 1992 a 2004, o Comandante-em-Chefe das Forças Terrestres foi simultaneamente Vice-Ministro da Defesa da Federação Russa.
O símbolo da cruz (†) denota pessoas que morreram no cargo.

### Exército Vermelho (1918–1946)

#### Comandante-em-chefe
| Nº | Retrato | Nome                        | Mandato                                    | Duração          | Posto               |
| -- | ------- | --------------------------- | ------------------------------------------ | ---------------- | ------------------- |
| 1  |         | Jukums Vācietis (1873–1938) | 6 de setembro de 1918 - 8 de julho de 1919 | 305 dias         | Comandante 2º Posto |
| 2  |         | Sergei Kamenev (1881–1936)  | 8 de julho de 1919 - 28 de abril de 1924   | 4 anos, 295 dias | Comandante 1º Posto |

#### Chefe do Estado-Maior
| Nº | Retrato | Nome                               | Mandato                              | Duração          | Posto                 |
| -- | ------- | ---------------------------------- | ------------------------------------ | ---------------- | --------------------- |
| 1  |         | Mikhail Frunze (1885–1925)         | Abril de 1924 - Janeiro de 1925      | 9 meses          | Comandante de Divisão |
| 2  |         | Sergei Kamenev (1881–1936)         | Janeiro de 1925 - Novembro de 1925   | 10 meses         | Comandante 1º Posto   |
| 3  |         | Mikhail Tukhachevsky (1893–1937)   | Novembro de 1925 - Maio de 1928      | 2 anos, 6 meses  | Comandante 1º Posto   |
| 4  |         | Boris Shaposhnikov (1882–1945)     | Maio de 1928 - Abril de 1931         | 2 anos, 11 meses | Comandante 1º Posto   |
| 5  |         | Vladimir Triandafillov (1894–1931) | Maio de 1931 - 12 de julho de 1931 † | 2 meses          | Comandante de Corpo   |
| 6  |         | Alexander Iegorov (1883–1939)      | Julho de 1931 - Setembro de 1935     | 4 anos, 2 meses  | Comandante 2º Posto   |

### Chefe do Estado-Maior Geral
| Número | Retrato | Nome                             | Mandato                                  | Duração         | Posto                       |
| ------ | ------- | -------------------------------- | ---------------------------------------- | --------------- | --------------------------- |
| 1      |         | Alexander Iegorov (1883–1939)    | Setembro de 1935 - 10 de maio de 1937    | 1 ano, 8 meses  | Marechal da União Soviética |
| 2      |         | Boris Shaposhnikov (1882–1945)   | 10 de maio de 1937 - Agosto de 1940      | 3 anos, 2 meses | Marechal da União Soviética |
| 3      |         | Kirill Meretskov (1897–1968)     | Agosto de 1940 - Janeiro de 1941         | 5 meses         | General-do-Exército         |
| 4      |         | Georgy Zhukov (1896–1974)        | Fevereiro de 1941 - 29 de julho de 1941  | 5 meses         | General-do-Exército         |
| 5      |         | Boris Shaposhnikov (1882–1945)   | 29 de julho de 1941 - 11 de maio de 1942 | 286 dias        | Marechal da União Soviética |
| 6      |         | Aleksandr Vasilevsky (1895–1977) | 26 de junho de 1942 - fevereiro de 1945  | 2 anos, 7 meses | Marechal da União Soviética |
| 7      |         | Aleksei Antonov (1896–1962)      | Fevereiro de 1945 - 22 de março de 1946  | 1 ano, 1 mês    | General-do-Exército         |

| N° | Retrato | Nome                                  | Mandato                                     | Duração          | Posto                                                     | Posto seguinte | Condecorações |
| --- | ------- | ------------------------------------- | ------------------------------------------- | ---------------- | --------------------------------------------------------- | --- | ------------- |
| Chefes das Forças Terrestres da URSS                                                                               |         |                                       |                                             |                  |                                                           | |               |
| Comandantes-em-Chefe das Forças Terrestres                                                                         |         |                                       |                                             |                  |                                                           | |               |
| 1 |         | Georgy Zhukov (1896–1974)             | Março - 9 de junho de 1946                  | 5 meses          | Marechal da União Soviética                               | Comandante das tropas do Distrito de Odessa. |               |
| 2 |         | Ivan Koniev (1897–1973)               | 1946 - 1950, 1955 - 1956                    | 3–4 anos         | Marechal da União Soviética                               | Por volta de 1950: Inspetor Chefe do Exército Soviético, Vice-Ministro da Guerra da URSS. Em 1951-1955: Comandante do Distrito Militar dos Cárpatos. Em 1956-1960: Vice-Ministro da Defesa da URSS. Por volta de 1955: simultaneamente comandante-em-chefe das forças armadas conjuntas dos países do Pacto de Varsóvia. |               |
| 3 |         | Rodion Malinovsky (1898–1967)         | Março de 1956 - 26 de outubro de 1957       | 1 ano            | Marechal da União Soviética                               | Ministro da Defesa da URSS. |               |
| 4 |         | Andrei Gretchko (1903–1976)           | 1957 - 1960                                 | 2–3 anos         | Marechal da União Soviética                               | Por volta de 1960: Vice-Ministro da Defesa da URSS, Comandante-em-Chefe das Forças Armadas Conjuntas dos países participantes do Pacto de Varsóvia. |               |
| 5 |         | Vassili Chuikov (1900–1982)           | 1960 - junho de 1964                        | 3–4 anos         | Marechal da União Soviética                               | Após a liquidação do Comando Principal das Forças Terrestres e a extinção do cargo em junho de 1964, manteve o cargo de Chefe da Defesa Civil da URSS. |               |
| De 1964 à 1967: posto suprimido                                                                                    |         |                                       |                                             |                  |                                                           | |               |
| 6 |         | Ivan Pavlovsky (1909–1999)            | Novembro de 1967 - 1979                     | 11–12 anos       | General do Exército                                       | Por volta de julho de 1980: inspetor-assessor militar do Grupo de Inspetores Gerais do Ministério da Defesa da URSS. |               |
| 7 |         | Vassili Ivanovitch Petrov (1917–2014) | Novembro de 1980 - janeiro de 1985          | 4–5 anos         | General do Exército Marechal da União Soviética (c. 1983) | De janeiro de 1985 a julho de 1986: Vice-Ministro da Defesa da URSS. |               |
| 8 |         | Yevgeny Ivanovsky (1918–1991)         | 5 de fevereiro de 1985 - janeiro de 1989    | 3 anos           | General do Exército                                       | 4 de janeiro de 1989: ingressou no grupo de inspetores gerais do Ministério da Defesa da URSS. |               |
| 9 |         | Valentin Varennikov (1923–2009)       | 5 de janeiro de 1989 - 31 de agosto de 1991 | 2 anos           | General do Exército                                       | Membro do Comitê Estadual sobre o Estado de Emergência, preso em 23 de agosto de 1991. Em fevereiro de 1994, tornou-se o único dos réus no caso GKChP que se recusou a aceitar a anistia e foi levado a julgamento. |               |
| 10 |         | Vladimir Semionov (1940)              | 31 de agosto de 1991 - agosto de 1992       | ~1 ano           | Coronel-General                                           | 1992: Comandante das Forças de Propósito Geral das Forças Armadas Conjuntas da Comunidade dos Estados Independentes. | —             |
| Chefes das Forças Terrestres da Rússia                                                                             |         |                                       |                                             |                  |                                                           | |               |
| Comandantes-em-Chefe das Forças Terrestres                                                                         |         |                                       |                                             |                  |                                                           | |               |
| 10 |         | Vladimir Semionov (1940)              | Agosto de 1992 - 11 de abril de 1997        | 4 anos, 8 meses  | General do Exército (c. 1996)                             | Abril de 1997: ficou à disposição do Ministro da Defesa da Federação Russa. Em junho de 1998, foi nomeado para o cargo de principal conselheiro militar do Ministério da Defesa da Rússia. | —             |
| De 1998 a 2001: cargo eliminado. O chefe da Diretoria Principal das Forças Terrestres era Yuri Dmitrievich Bukreev |         |                                       |                                             |                  |                                                           | |               |
| 11 |         | Nikolai Kormiltsev (1946)             | 28 de março de 2001 - outubro de 2004       | 3 anos, 6 meses  | General do Exército (c. 2003)                             | Reformado | —             |
| 12 |         | Alexei Maslov (1953–2022)             | 5 de novembro de 2004 - 31 de julho de 2008 | 3 anos, 8 meses  | General do Exército (c. 2006)                             | 1º de agosto de 2008: Nomeado principal representante militar da Federação Russa junto à OTAN em Bruxelas. | —             |
| 13 |         | Vladimir Boldirev (1953)              | 31 de julho de 2008 - janeiro de 2010       | 1 ano, 5 meses   | General do Exército                                       | Reformado | —             |
| 14 |         | Aleksandr Postnikov (1953)            | 11 de janeiro de 2010 - 26 de abril de 2012 | 2 anos, 3 meses  | Coronel-General                                           | 26 de abril de 2012: Vice-Chefe do Estado-Maior Geral das Forças Armadas da Federação Russa. | —             |
| 15 |         | Vladimir Chirkin (1955)               | 26 de abril de 2012 - 2 de dezembro de 2013 | 1 ano, 7 meses   | Coronel-General                                           | Suspenso do cargo após ser acusado de aceitar suborno. Ele foi considerado culpado pelo Tribunal Militar Distrital de Moscou nos termos do artigo 159 do Código Penal da Federação Russa e multado em 90.000 rublos. | —             |
| 16 |         | Oleg Salyukov (1955)                  | 2 de março de 2014 - 15 de maio de 2025     | 11 anos, 2 meses | Coronel-General General do Exército (c. 2019)             | Nomeado Secretário Adjunto do Conselho de Segurança Russo. | —             |
| 17 |         | Andrei Mordvitchov (1976)             | 15 de maio de 2025 - presente               |                  | Coronel-General                                           | |               |